# Magor (fromage)
Pour les articles homonymes, voir Magor.
Le magor (ou gormas) est un fromage italien au lait de vache, constitué de couches successives de mascarpone et de gorgonzola.